# 王建军 (1963年)
王建军（1963年7月—），男，汉族，陕西丹凤人，中华人民共和国政治人物，商洛师范专科学校毕业。曾任中共汉中市委副书记、市长、市委书记及陕西省中医药研究院党委书记等职务。

## 生平
1983年7月，自商洛师范专科学校毕业，被分配到丹凤县商镇中学任教。1984年11月加入中国共产党。1986年，进入商洛地方政府部门工作，开启从政之路。历任商洛地区教育局、行署办公室干事、主任科员，共青团商洛地委副书记、书记，中共商州市（县级）市委常务副书记（1986年7月至1991年7月，在陕西师范大学历史系学习）。
1998年11月，任共青团陕西省委副书记、党组成员、省青联副主席。2003年7月，任中共延安市委副书记（期间，先后在中国社会科学院市场经济专业、西安交通大学公共管理专业进修，2006年6月获得公共管理专业硕士学位；2009年3月至2010年1月，在中共中央党校中青二班脱产学习）。2010年1月，任陕西省体育局局长、党组书记。2013年7月，任中共汉中市委副书记，副市长、代市长；2014年2月，正式当选市长。2017年1月，任中共汉中市委书记。2020年7月，任陕西省中医药研究院党委书记，直到2023年12月离职。